# کودک درون
در برخی مکاتب روان‌شناسی عامه‌پسند و روان‌شناسی تحلیلی، کودک درون بعد کودک‌مانند فرد است. در چارچوب روان‌ترکیب‌گری، کودک درون اغلب به‌عنوان یک خرده‌شخصیت توصیف می‌شود یا همچنین ممکن است به شکل عنصری محوری که توسط خرده‌شخصیت‌ها احاطه شده، دیده شود.